# Europsko prvenstvo u nogometu – Jugoslavija 1976.
Europsko nogometno prvenstvo 1976. održano je u SFR Jugoslaviji, od 16. do 20. lipnja. Bilo je to 5. Europsko prvenstvo u nogometu. Igralo se u Zagrebu i Beogradu, a na natjecanju su sudjelovale četiri reprezentacije, jer je u to vrijeme samo taj broj reprezentacija na Europskim prvenstvima bio dozvoljen. To je značilo da je polufinale prvenstva zapravo bila utakmica za treće mjesto.
Ovo je natjecanje bilo posljednje s četiri reprezentacije, jer je na idućem nogometnom prvenstvu, održanomu četiri godine kasnije, broj reprezentacija povećan na osam.

## Kvalifikacije
Kvalifikacije su se igrale tijekom 1974. i 1975. po skupinama, i 1976. četvrtfinale. 
U kvalifikacijama po skupinama igranima 1974. i 1975. bilo je osam skupina, a u svakoj od njih po četiri reprezentacije. Za pobjede su se tada dobivala 2 boda, za neriješen ishod 1 bod, a izgubljenu utakmicu 0 bodova.
Slijedi popis sudionika Europskog prvenstva 1976.
- Čehoslovačka
- Nizozemska
- Zapadna Njemačka
- Jugoslavija

## Gradovi domaćini
| Zagreb            | Beograd               |
| ----------------- | --------------------- |
| stadion Maksimir  | stadion Crvena zvezda |
| kapacitet: 40 000 | kapacitet: 54 000     |
|                   |                       |

## Vanjske poveznice
- EURO 1976 na UEFA.com